# Kristjan Raud
Kristjan Raud (ur. 22 października 1865 w Kirikuküla, zm. 19 maja 1943 w Tallinnie) – estoński rysownik, malarz, i ilustrator.

## Życiorys
Urodził się 22 października 1865 roku w Kirikuküla, Viru-Jaagupi (gmina Vinni). Jego brat bliźniak Paul Raud również został artystą. W latach 1892–1897 Kristjan Raud studiował w Akademii Sztuk Pięknych w Petersburgu, po czym kontynuował naukę w Kunstakademie Düsseldorf (1897–1898) w pracowni Petera Janssena i w Akademii Sztuk Pięknych w Monachium (1899–1903) u W. Dietza i Petera Halma. Po zagranicznych studiach powrócił w rodzinne strony. 
Wraz z Konradem Mägi, Jaanem Koortem i Nikolaiem Triikiem należał do grona pierwszych estońskich artystów, którzy zerwali z tradycją akademizmu. Tematyka większości jego prac została zaczerpnięta z estońskiego folkloru: w swych rysunkach jako pierwszy nadał kształtu stworom, duchom i personifikacjom siły natury znanym z kultury ludowej. Zgodnie z lokalnym folklorem prace są poważne, niewiele w nich lekkich, humorystycznych podtekstów, poza radosnym motywem śpiewającego olbrzyma Kalevipoega, który pojawia się w ponad 40 rysunkach.
W latach 1913–1943 Raud wykonał kilkaset rysunków ołówkiem i węglem, a najbardziej spektakularne prace stworzył w latach 30. Malował także sceny ludowe. Pod koniec lat 20. wypracował własny, indywidualny styl charakteryzujący się ciężkimi, graniastymi formami, których ekspresyjność i monumentalizm nawiązywały do estońskiej architektury ludowej i drewnianej ornamentyki. Na prośbę estońskiego towarzystwa literackiego zilustrował narodowy epos Kalevipoeg. Gdy publikacja ukazała się w 1935 roku, trafiła do wielu domostw i przyniosła artyście rozgłos. Ilustracje do Kalevipoeg są do dziś jego najbardziej rozpoznawalnym dziełem. 
W pierwszych dekadach XX wieku należał do najbardziej aktywnych organizatorów życia kulturalnego w Estonii. W 1914 roku został dyrektorem Estońskiego Muzeum Narodowego. W latach 30. promował ideę narodowego romantyzmu. 
Zmarł 19 maja 1943 roku w swoim domu w tallińskiej dzielnicy Nõmme. Przyczyną śmierci był krwotok spowodowany ciężką chorobą narządów wewnętrznych. Został pochowany cztery dni później na cmentarzu Rahumäe.
Wizerunek Rauda widniał na 1 koronie estońskiej, która była w obiegu w latach 1992–2011.

## Galeria

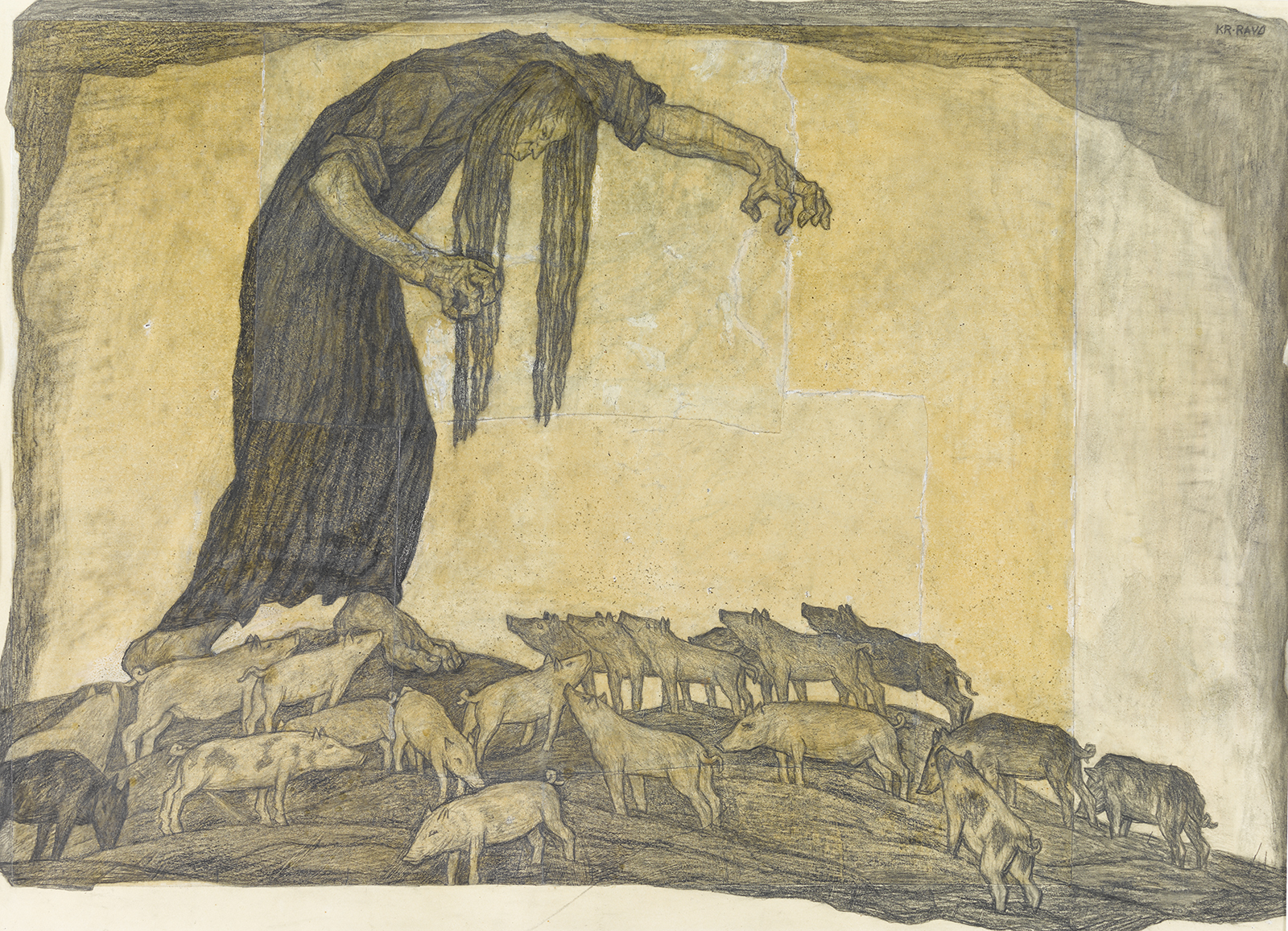
Nõid ja põrsad, 1914
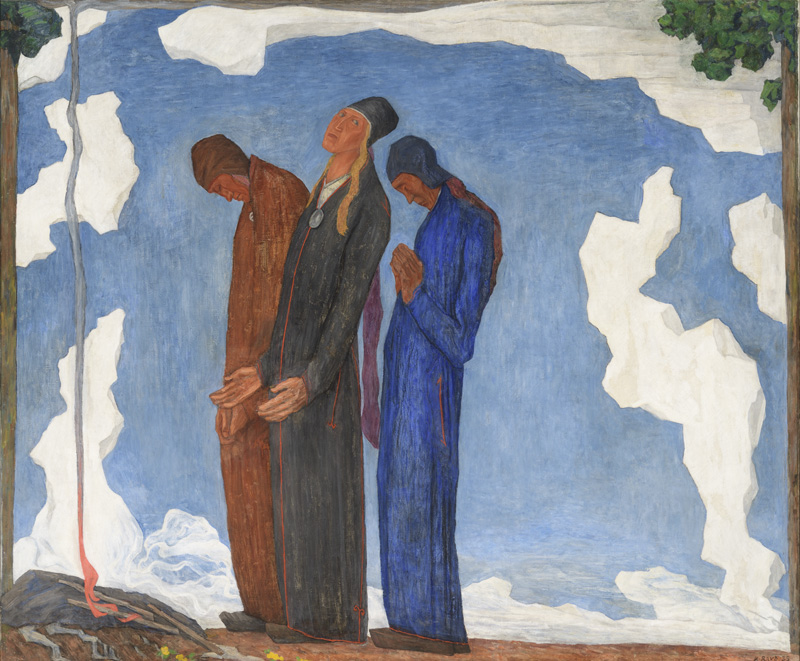
Ohver, 1935
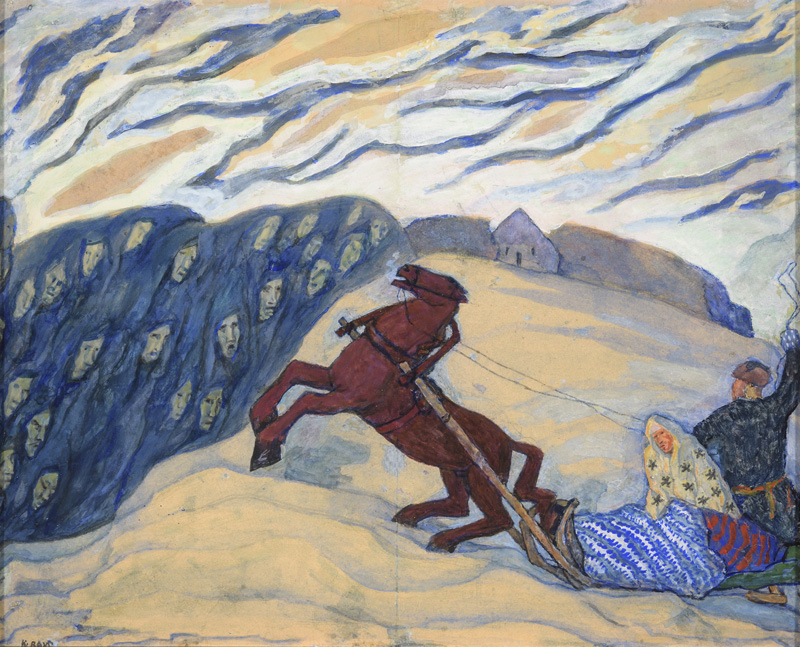
Kojusõit, data nieznana
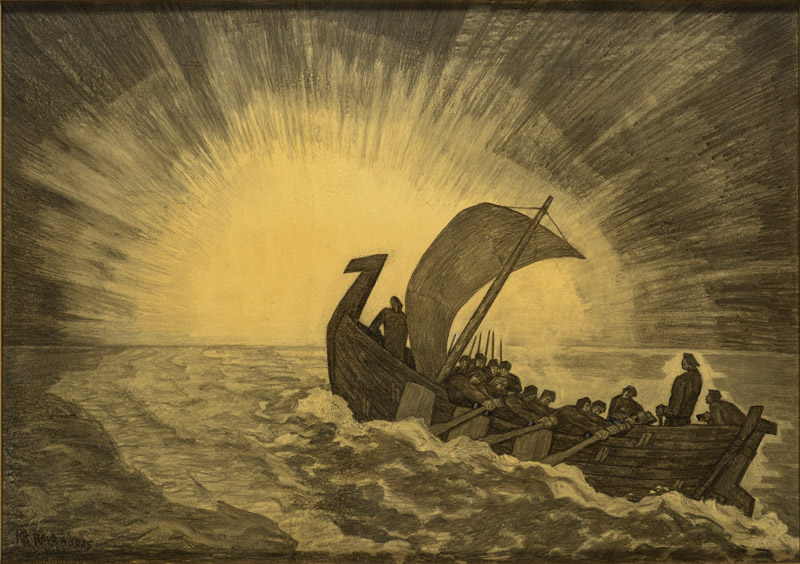
Kalevipoja sõit Põhjamaale, 1935
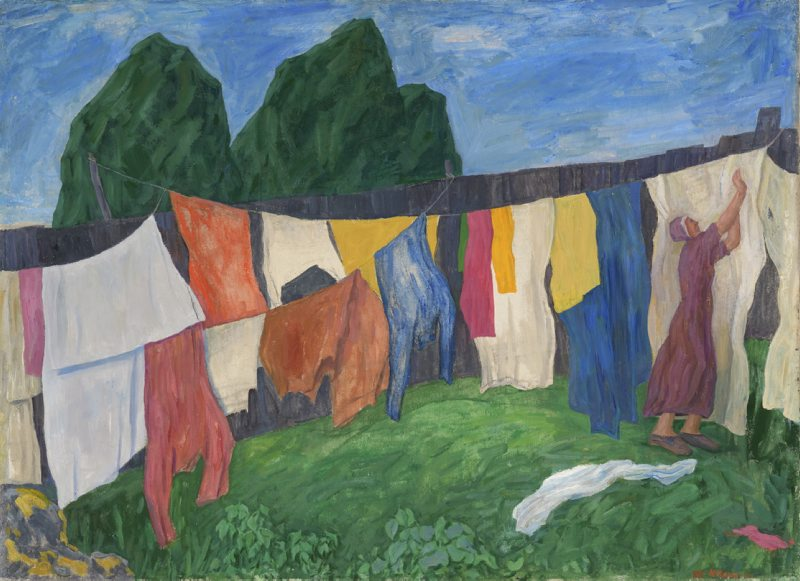
Pesu, 1937